# Mercedes-AMG GT 4
Mercedes-AMG GT 4-дверне купе (заводський індекс X290) — п'ятидверний хетчбек з чотирьох- або п'ятимісним салоном і досить містким багажником, що виготовляється компанією Mercedes-AMG з 2018 року.

## Опис

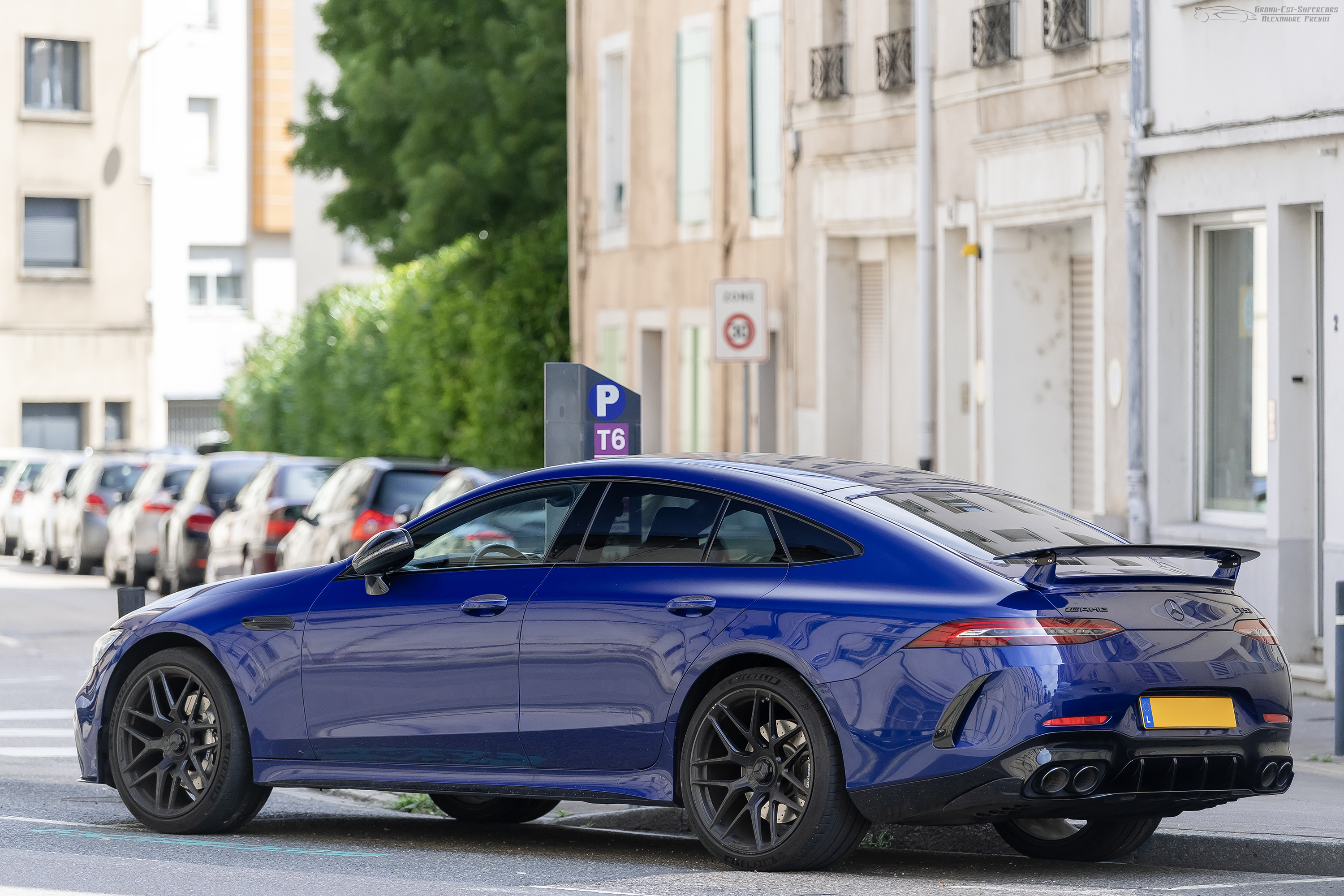
Mercedes-AMG GT 53 (2018-2022)

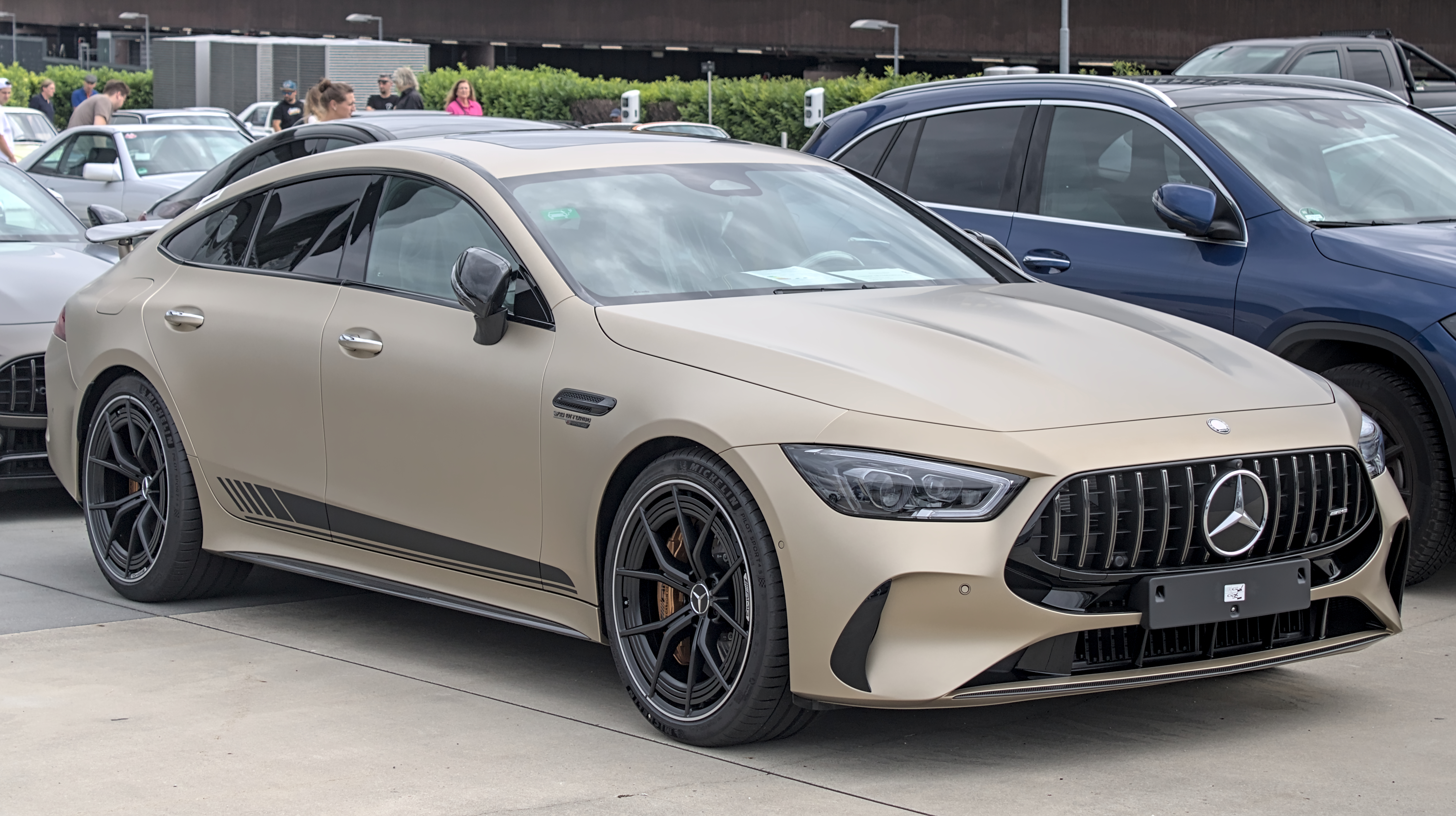
Mercedes-AMG GT 63 S E Performance (з 2022)

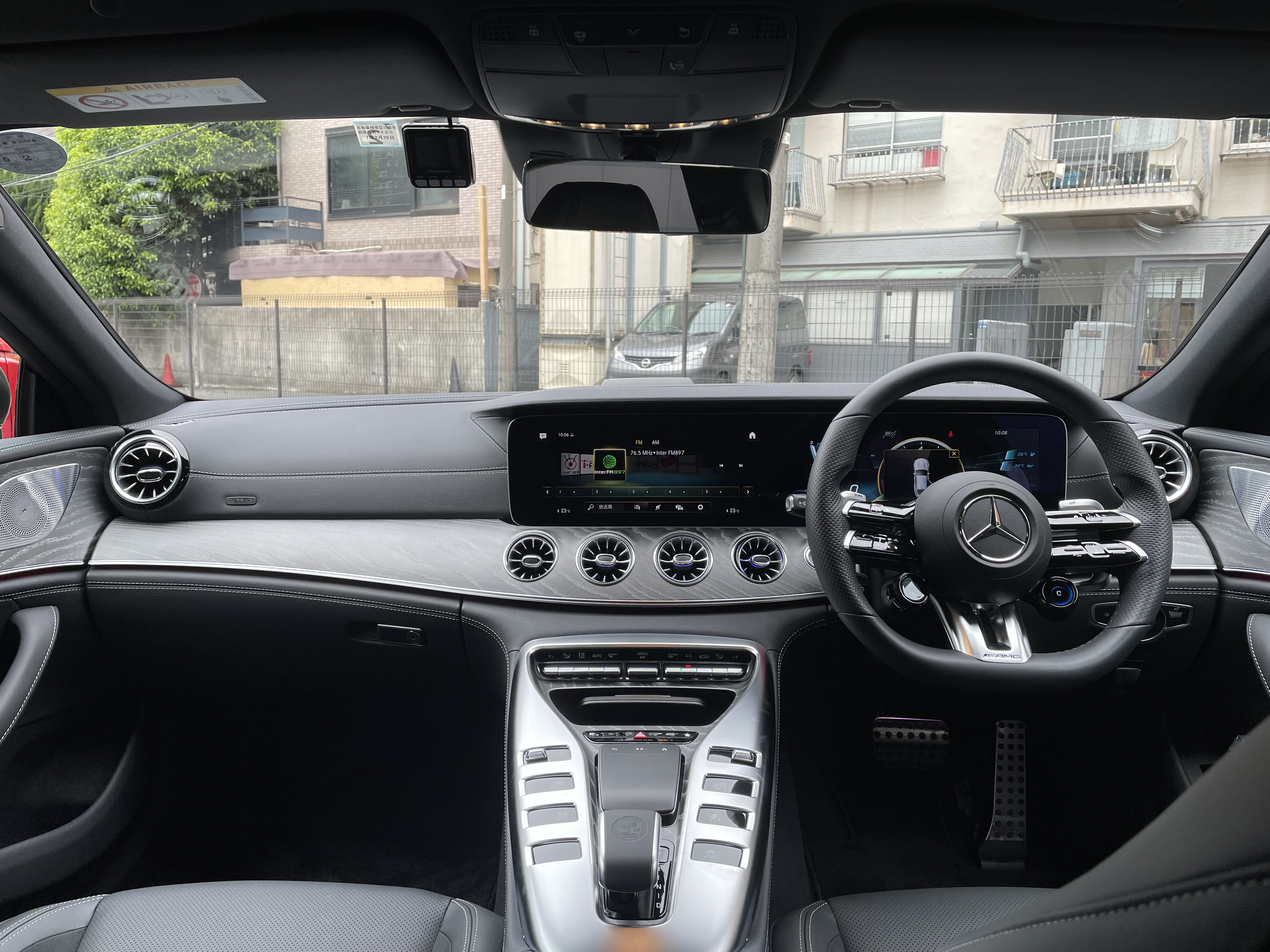

Автомобіль дебютував на Женевському автосалоні в березні 2018 року. Побудований хетчбек на модульній платформі MRA, на якій базується новий Mercedes-Benz CLS-Клас, але на відміну від нього GT 4 не буде малопотужних і задньопривідних версій.
Базове виконання — Mercedes-AMG GT 53. Йому дістався рядний шестициліндровий турбодвигун 3.0 л, який видає 435 к.с. і 520 Нм. Але 53 являє собою так званий м'який гібрид: на розгоні хетчбеку спорядженої масою 1970 кг допомагає стартер-генератор, що розвиває 22 к.с. і 250 ньютон-метрів і працює від 48-вольтової мережі. Прискорення до сотні займає 4,5 с, максимальна швидкість досягає 285 км/год. Коробка передач — традиційний дев'ятиступеневою «автомат» AMG Speedshift TCT 9G, привід — під'єднуваний повний з багатодисковою муфтою на передку.
Mercedes-AMG GT 63 отримав V8 з парою двопоточних турбокомпресорів і безпосереднім уприскуванням і коробку передач AMG Speedshift MCT 9G, у якій замість гідротрансформатора є мокре зчеплення. Віддача двигуна — 585 к.с. і 800 Нм. Розгін до 100 км/год становить 3,4 с. Максимальна швидкість — 310 км/год. При цьому 63 важить 2025 кг.
Mercedes-AMG GT 63 S оснащується електроннокерованим блокуванням і дріфт-режимом трансмісії, доступними в базовому оснащенні. У топ-версії той же двонаддувний чотирьохлітровий V8, але з активними гідроопорами (опція для звичайного GT 63). І форсований він до 639 к.с. і 900 Нм. Час розгону до сотні становить всього 3,2 с при максимальній швидкості 315 км/год. Вага — 2045 кг.
Сталевими пружинами комплектується тільки Mercedes-AMG GT 53, а восьмициліндрові машини за замовчуванням оснащені пневмопідвіскою.

## Двигуни
- 3.0 л M 256 E30 DEH LA G R I6 turbo + електродвигун 367 + 22 к.с. 500 + 250 Нм (AMG GT 43)
- 3.0 л M 256 E30 DEH LA G I6 turbo + електродвигун 435 + 22 к.с. 520 + 250 Нм (AMG GT 53)
- 4.0 л M 177 DE 40 AL V8 twin-turbo 585 к.с. 800 Нм (AMG GT 63)
- 4.0 л M 177 DE 40 AL V8 twin-turbo 639 к.с. 900 Нм (AMG GT 63 S)
- 4.0 л M 177 DE 40 AL V8 twin-turbo 639 к.с. 900 Нм + електродвигун 204 к.с. 320 Нм (AMG GT 63 S E Performance)